# Coppa dei Campioni d'Africa 1972
La Coppa dei Campioni d'Africa 1972 è stata l'ottava edizione del massimo torneo calcistico africano per squadre di club maggiori maschili.

## Risultati
Fonte:

### Primo turno
| Squadra 1           | Totale | Squadra 2           | Andata | Ritorno |
| ------------------- | ------ | ------------------- | ------ | ------- |
| Aigle de Nkongsamba | 3 - 2  | Olympic Real Bangui | 3 - 1  | 0 - 1   |
| ASFA-Yennenga       | 1 - 4  | Djoliba             | 1 - 3  | 0 - 1   |
| Majanja             | 2 - 11 | Kabwe Warriors      | 2 - 2  | 0 - 9   |
| St. George          | 4 - 2  | Lavori Pubblici     | 3 - 1  | 1 - 1   |
| TP Mazembe          | 3 - 1  | AS Police           | 2 - 0  | 1 - 1   |
| Elgeco Plus         | 2 - 1  | Young Africans      | 2 - 0  | 0 - 1   |
| Hafia               | 5 - 2  | ASFAN               | 4 - 1  | 1 - 1   |
| ASFA Dakar          | 6 - 2  | Cotonou             | 3 - 0  | 3 - 2   |
| Hearts of Oak       | a tav. | Abaluhya United     | -      | -       |
| Al-Ahly Tripoli     | a tav. | Al-Merrikh          | -      | -       |

### Ottavi di finale
| Squadra 1        | Totale          | Squadra 2           | Andata | Ritorno |
| ---------------- | --------------- | ------------------- | ------ | ------- |
| Dynamic Togolais | 4 - 5           | Aigle de Nkongsamba | 1 - 1  | 3 - 4   |
| Ismaily          | 2 - 2 (3-4 dcr) | Al-Ahly Tripoli     | 0 - 1  | 2 - 1   |
| Simba            | 5 - 1           | St. George          | 4 - 0  | 1 - 1   |
| Africa Sports    | 3 - 7           | TP Mazembe          | 1 - 2  | 2 - 5   |
| Kabwe Warriors   | 5 - 1           | Elgeco Plus         | 2 - 1  | 3 - 0   |
| Canon Yaoundé    | 4 - 6           | Hafia               | 3 - 2  | 1 - 4   |
| ASFA Dakar       | 2 - 2           | Djoliba             | 2 - 0  | 0 - 2   |
| WNDC Ibadan      | 1 - 3           | Hearts of Oak       | 1 - 0  | 0 - 3   |

### Quarti di finale
| Squadra 1       | Totale | Squadra 2           | Andata | Ritorno |
| --------------- | ------ | ------------------- | ------ | ------- |
| TP Mazembe      | 6 - 2  | Aigle de Nkongsamba | 4 - 1  | 2 - 1   |
| Hafia           | 4 - 2  | Djoliba             | 3 - 0  | 1 - 2   |
| Hearts of Oak   | 8 - 4  | Kabwe Warriors      | 7 - 2  | 1 - 2   |
| Al-Ahly Tripoli | 1 - 4  | Simba               | 1 - 1  | 0 - 3   |

### Semifinali
| Squadra 1     | Totale | Squadra 2 | Andata | Ritorno |
| ------------- | ------ | --------- | ------ | ------- |
| TP Mazembe    | 3 - 4  | Hafia     | 3 - 2  | 0 - 2   |
| Hearts of Oak | 1 - 2  | Simba     | 1 - 1  | 0 - 1   |

### Finale

#### Andata
| Conakry 10 dicembre 1972                                                   | Hafia     | 4 – 2   | Simba | Stadio 28 settembre |
| \| \| \| \| \| Sory 19’ Souleymane 35’ N’Jo Léa \| Marcatori \| Wandera \| |           |         |       |                     |
|                                                                            |           |         |       |                     |
| Sory 19’ Souleymane 35’ N’Jo Léa                                           | Marcatori | Wandera |       |                     |

#### Ritorno
| Arbitro: | Gebreyesus |

|                       |           |                                         |
| Wasswa 74’ Sukuma 88’ | Marcatori | 67’ Souleymane 69’ Ousmane 76’ N'Jo Lea |